# 55772 Loder
55772 Loder è un asteroide della fascia principale. Scoperto nel 1992, presenta un'orbita caratterizzata da un semiasse maggiore pari a 2,2471605 UA e da un'eccentricità di 0,1351188, inclinata di 5,17615° rispetto all'eclittica.